# Samoa Americane ai Giochi della XXIX Olimpiade
Le Samoa Americane ha partecipato ai Giochi della XXIX Olimpiade di Pechino, svoltisi dall'8 al 24 agosto 2008, con una delegazione di 4 atleti.

## Atletica leggera
| Gara  | Atleta           | Batterie | Batterie | Quarti | Quarti | Semifinali | Semifinali | Finale | Finale |
| Gara  | Atleta           | Tempo    | Pos.     | Tempo  | Pos.   | Tempo      | Pos.       | Tempo  | Pos.   |
| ----- | ---------------- | -------- | -------- | ------ | ------ | ---------- | ---------- | ------ | ------ |
| 100 m | Shanahan Sanitoa | 12"60    | 8        |        |        |            |            |        |        |

## Judo
| Gara  | Atleta         | Tabellone principale                  | Tabellone principale | Tabellone principale | Tabellone principale | Tabellone principale | Ripescaggi | Ripescaggi | Ripescaggi | Ripescaggi |
| Gara  | Atleta         | Sedicesimi                            | Ottavi               | Quarti               | Semifinali           | Finale               | 1º turno   | Quarti     | Semifinali | Finale     |
| ----- | -------------- | ------------------------------------- | -------------------- | -------------------- | -------------------- | -------------------- | ---------- | ---------- | ---------- | ---------- |
| 63 kg | Silulu A`Etonu | Anna von Harnier (Germania) 0000-1000 |                      |                      |                      |                      |            |            |            |            |

## Nuoto
| Gara                        | Atleta            | Batterie | Batterie | Semifinali | Semifinali | Finale | Finale |
| Gara                        | Atleta            | Tempo    | Pos.     | Tempo      | Pos.       | Tempo  | Pos.   |
| --------------------------- | ----------------- | -------- | -------- | ---------- | ---------- | ------ | ------ |
| 50 m stile libero maschili  | Stewart Glenister | 25"45    | 71       |            |            |        |        |
| 50 m stile libero femminili | Virginia Farmer   | 28"82    | 62       |            |            |        |        |